# شون بوروز
شون بوروز (بالإنجليزية: Sean Burroughs)‏ هو لاعب كرة قاعدة أمريكي، ولد في 12 سبتمبر 1980 في أتلانتا في الولايات المتحدة.

## وصلات خارجية
- شون بوروز على موقع دوري كرة القاعدة الرئيسي (الإنجليزية)
- شون بوروز على موقعبيزبول رفرنس.كوم (الدوري الرئيسي) (الإنجليزية)
- شون بوروز على موقعبيزبول رفرنس.كوم (الدوري الثانوي) (الإنجليزية)
- شون بوروز على موقع إي إس بي إن.كوم (أم.أل.بي) (الإنجليزية)
- شون بوروز على موقع مشجعي الرسوم البيانية (الإنجليزية)
- شون بوروز على موقع أوليمبيديا (الإنجليزية)